# Tórshavn
Tórshavn (dánul: Thorshavn) Feröer fővárosa és messze legnépesebb városa.
Nevének jelentése „Thor kikötője”, a dörgés és villámlás istenéről a skandináv mitológiából. A helyiek gyakran egyszerűen Havnnak („kikötő”) nevezik. A város címere Mjölnirt, Thor kalapácsát ábrázolja, ez is utal arra, hogy a város a kereszténység felvétele előtti időkből származik. Közigazgatásilag Tórshavn községhez tartozik.

## Földrajz
Tórshavn Feröer közepén, Streymoy szigetének délkeleti részén fekszik. A tőle keletre fekvő Nólsoy szigete természetes védelmet nyújt a város kikötője számára; a szigetre és a tengerre is szép kilátás nyílik a városra. A várossal teljesen egybeépült települések Argir délen és Hoyvík északon; utóbbitól a Hoydalar völgy és a Hoydalsá patak választja el.
A Tinganes félszigetén található a feröeri kormány épülete, és itt működött 1856 előtt a parlament, a Løgting is. A várostól északnyugatra található a 347 m magas Húsareyn hegy és délnyugatra a 351 m-es Kirkjubøreyn.

### Éghajlat

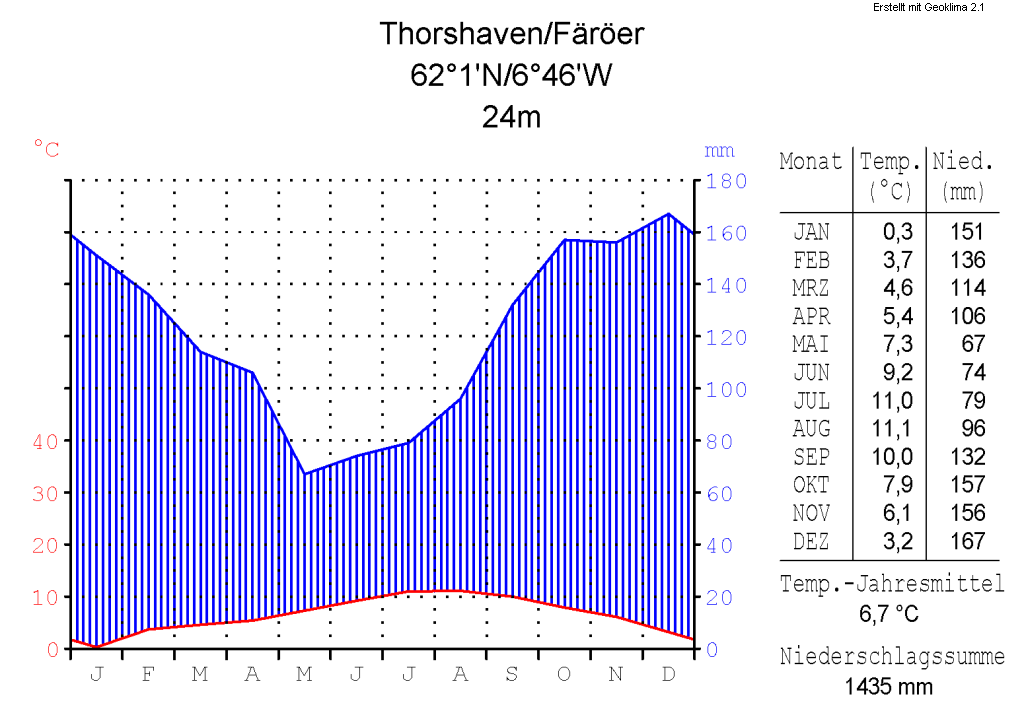
Tórshavn éghajlati diagramja

Az éghajlat a Golf-áramlatnak köszönhetően a földrajzi szélességhez képest enyhe. Az évi középhőmérséklet 6,6 °C (januárban 3 °C, júliusban 11 °C). Az évi csapadékmennyiség 1311 mm. Minden hónapban gyakori a csapadék, de főleg télen.
| Hónap                         | Jan. | Feb.  | Már. | Ápr. | Máj. | Jún. | Júl. | Aug. | Szep. | Okt. | Nov. | Dec.  | Év    |
| ----------------------------- | ---- | ----- | ---- | ---- | ---- | ---- | ---- | ---- | ----- | ---- | ---- | ----- | ----- |
| Rekord max. hőmérséklet (°C)  | 11,6 | 12,0  | 12,3 | 18,3 | 19,7 | 20,0 | 20,2 | 22,0 | 19,5  | 15,2 | 14,7 | 13,2  | 22,0  |
| Átlagos max. hőmérséklet (°C) | 5,0  | 5,0   | 6,0  | 7,0  | 9,0  | 11,0 | 12,0 | 13,0 | 11,0  | 9,0  | 7,0  | 6,0   | 8,4   |
| Átlaghőmérséklet (°C)         | 3,4  | 3,6   | 3,8  | 4,9  | 6,9  | 9,0  | 10,3 | 10,6 | 9,1   | 7,5  | 4,8  | 3,8   | 6,5   |
| Átlagos min. hőmérséklet (°C) | 2,0  | 2,0   | 2,0  | 3,0  | 5,0  | 7,0  | 9,0  | 9,0  | 8,0   | 6,0  | 4,0  | 3,0   | 5,0   |
| Rekord min. hőmérséklet (°C)  | −8,8 | −11,0 | −9,2 | −9,9 | −3,0 | 0,0  | 1,5  | 1,5  | −0,6  | −4,5 | −7,2 | −10,5 | −11,0 |
| Átl. csapadékmennyiség (mm)   | 158  | 115   | 132  | 90   | 63   | 58   | 74   | 96   | 120   | 147  | 139  | 135   | 1327  |
| Havi napsütéses órák száma    | 14   | 36    | 71   | 106  | 124  | 125  | 111  | 98   | 80    | 42   | 20   | 7     | 834   |
| Forrás:                       |      |       |      |      |      |      |      |      |       |      |      |       |       |

## Történelem

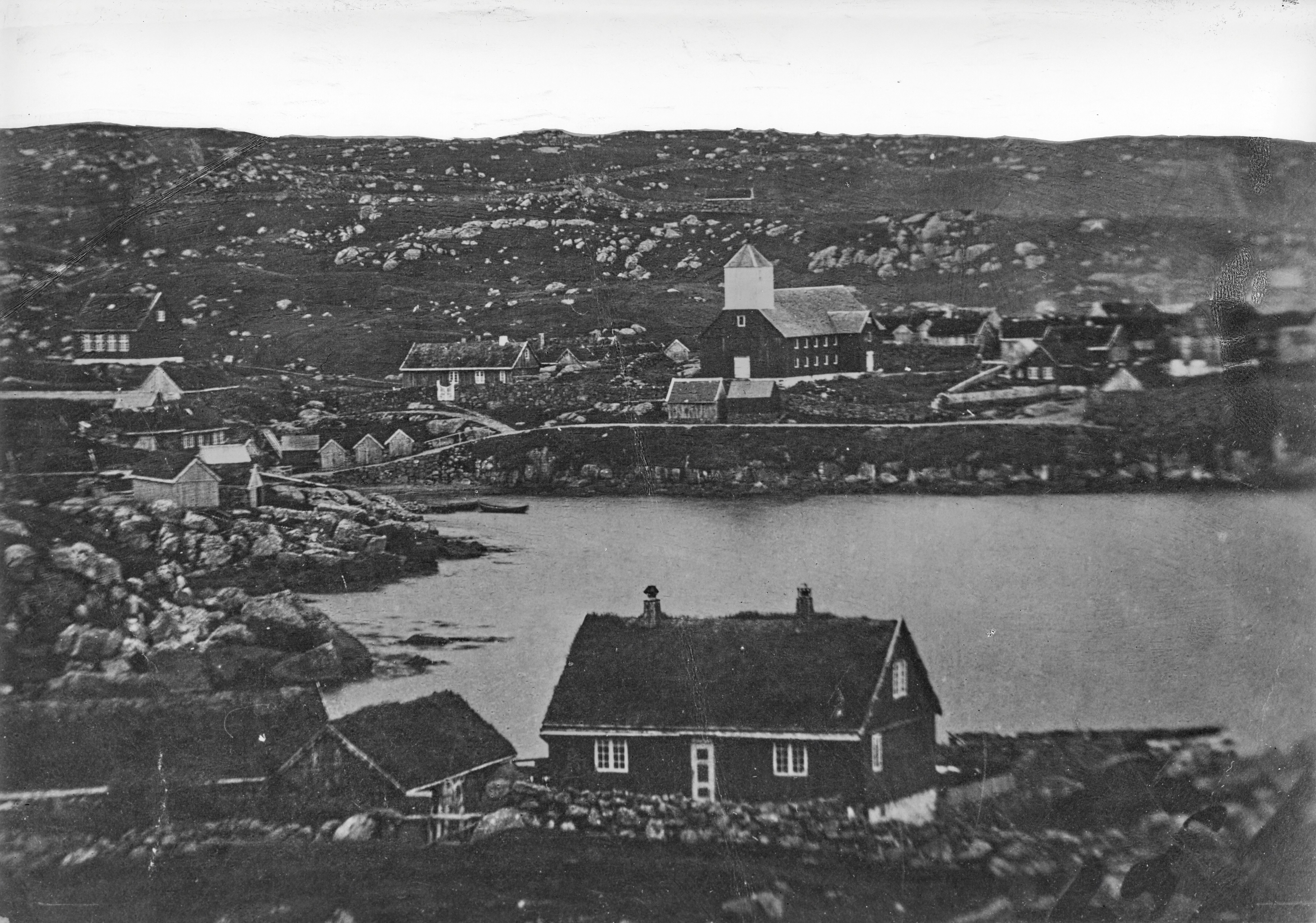
Tórshavn 1864-ben

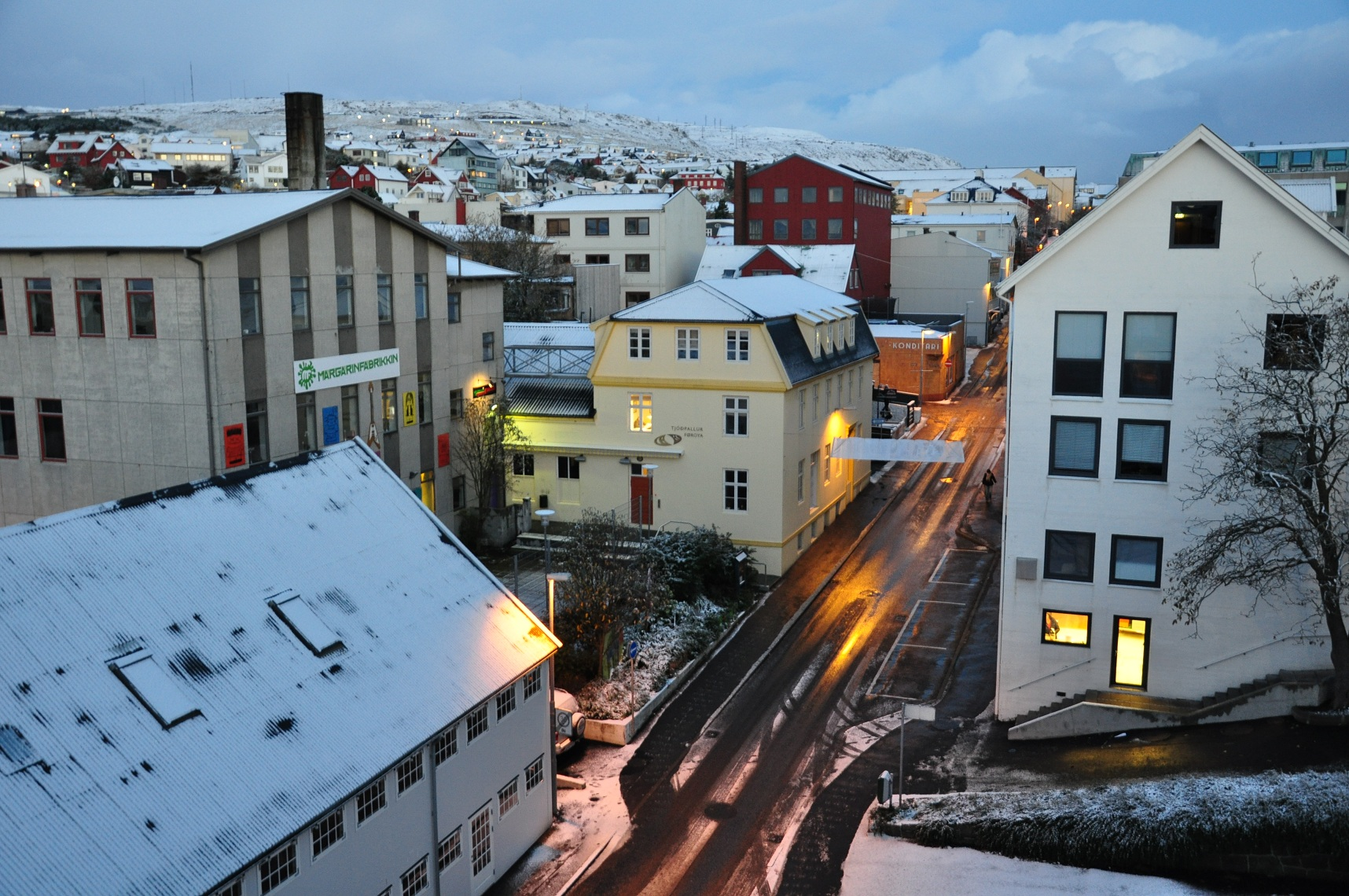
A Tórsgøta egy kora októberi reggelen, Tórshavn belvárosában

A Café Glæman a kikötőben

A belváros a Tórshavni dómmal, a Bryggjubakki utcával (balra) és az Undir Bryggjubakka utcával (jobbra)

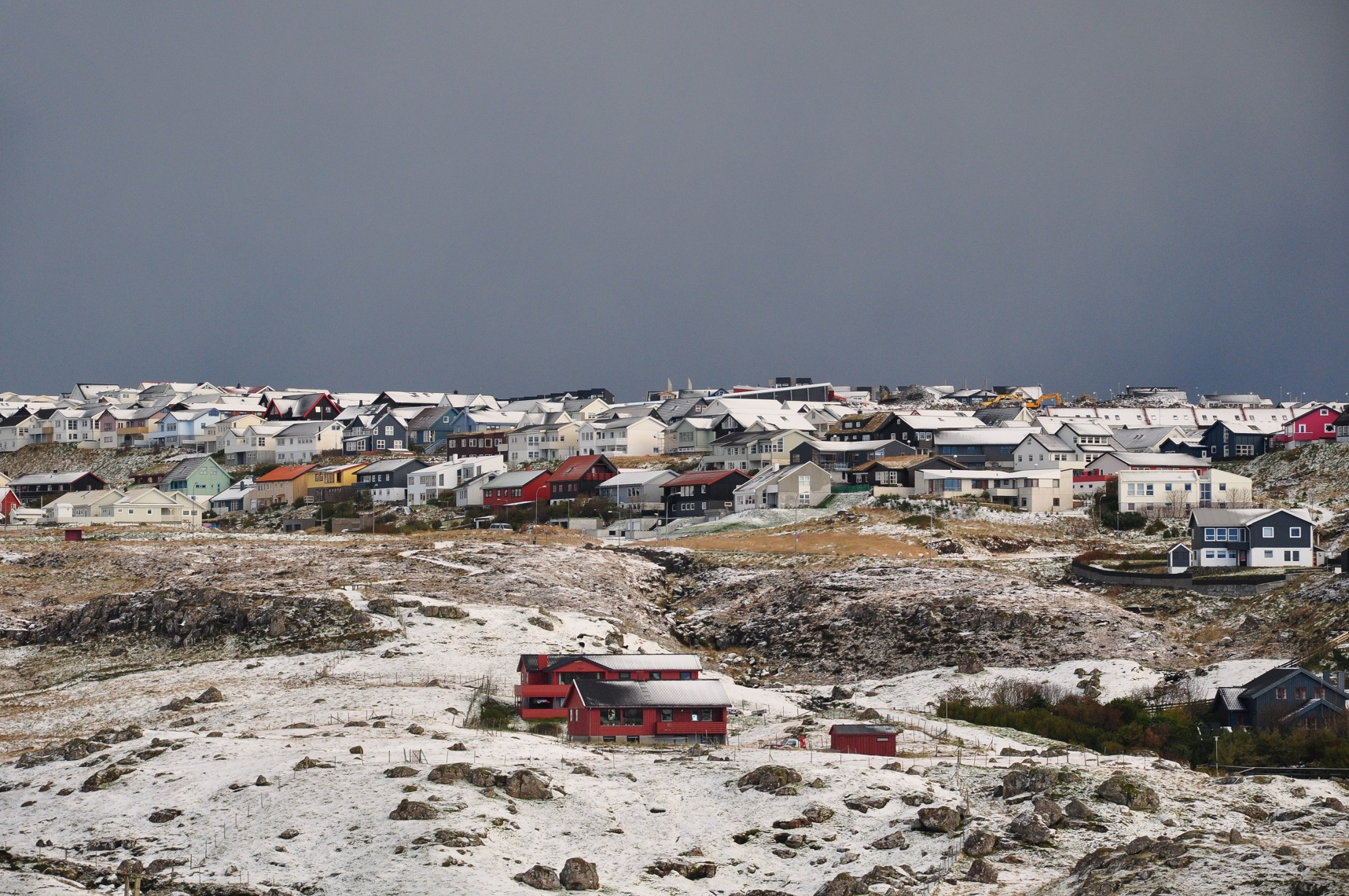
Hoyvík, Tórshavn északi elővárosa. Látkép észak felé az Eystari Ringvegurról a Hoydalar völgyön át az Ovastu Hoydalar városrész felé

Tórshavn belvárosa

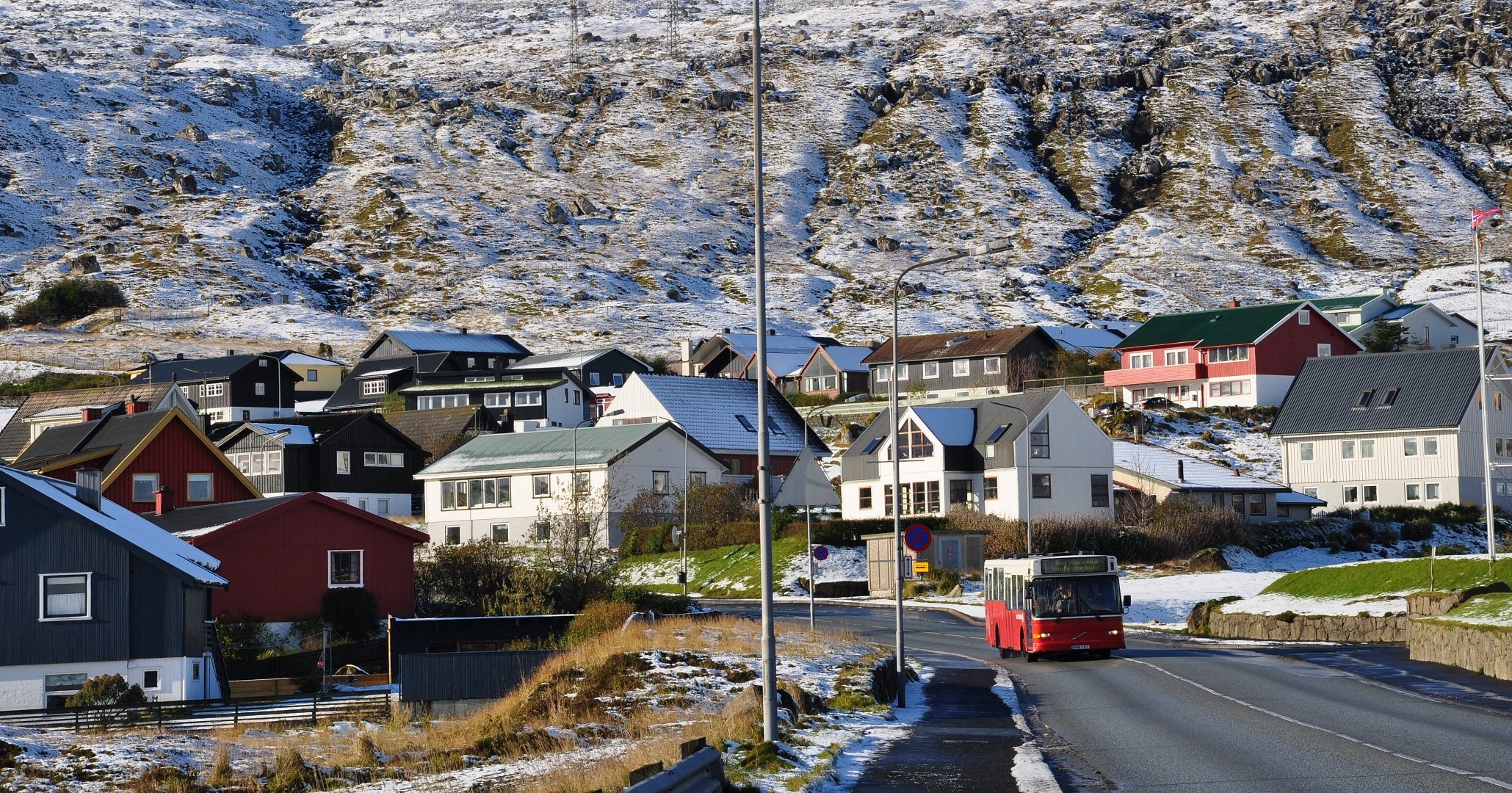
Városi busz a Norðari Ringveguron

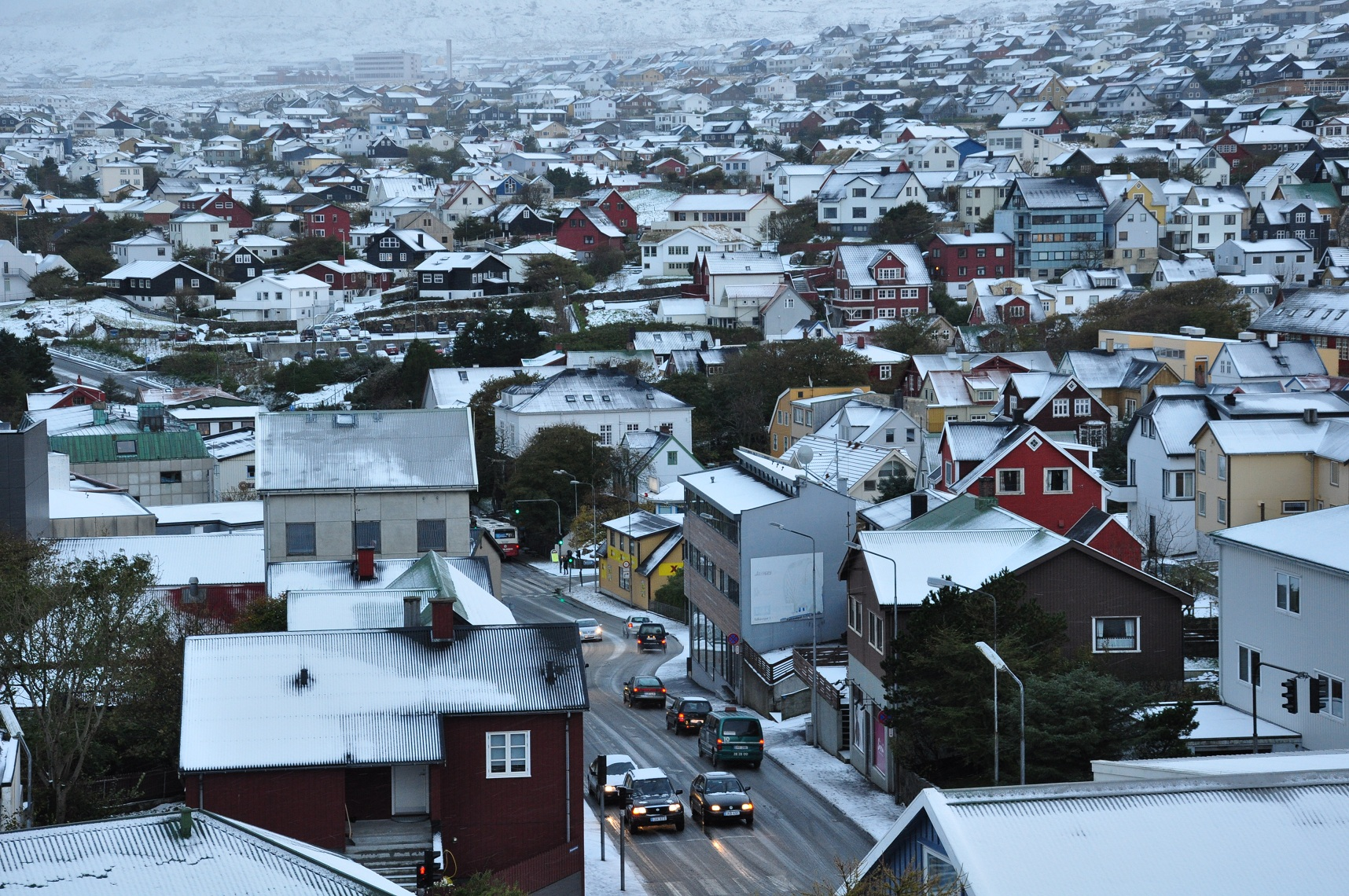
A városközpont látképe a Bøkjarabrekka utcával, a királyi emlékmű (Kongaminni) felől

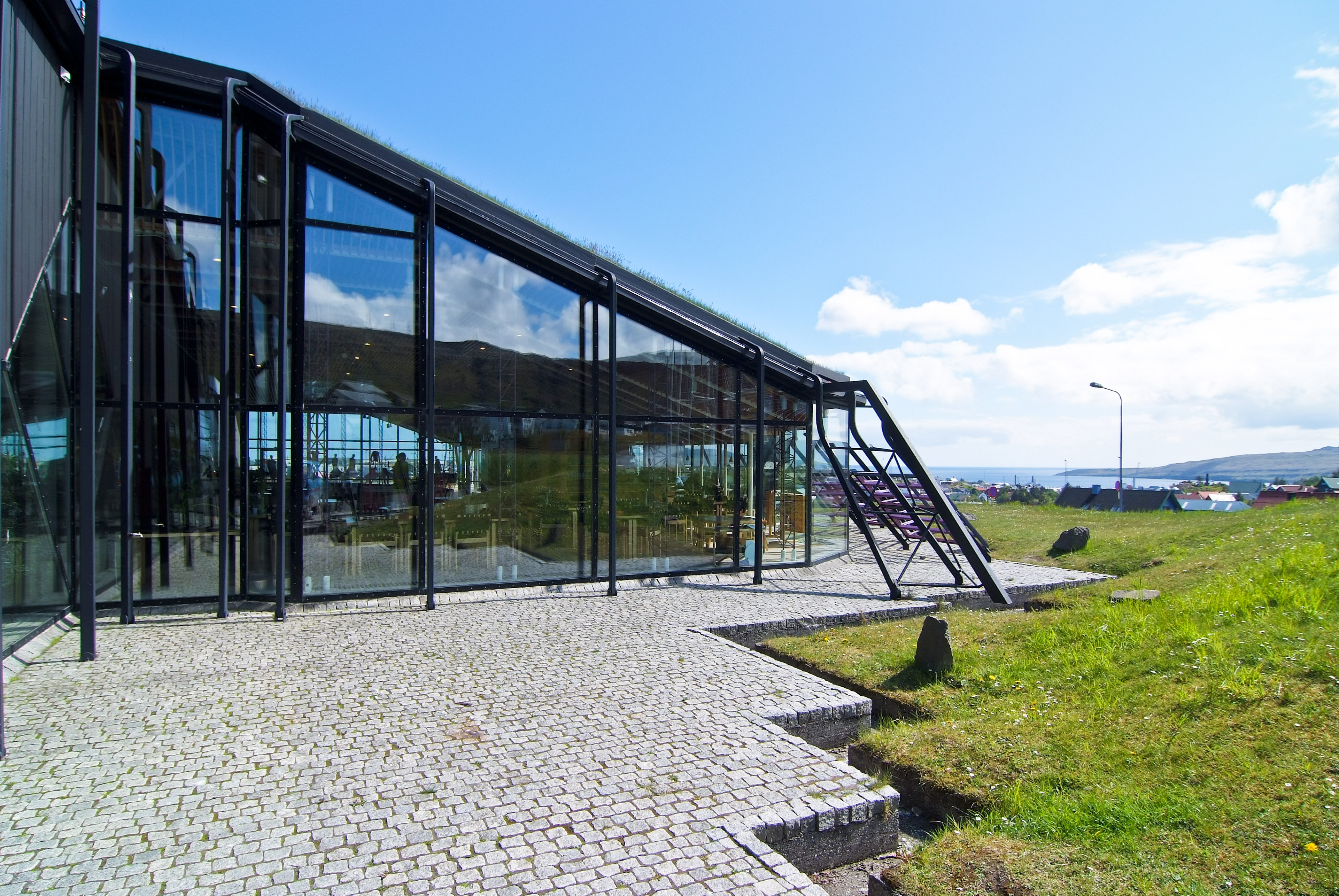
Az Észak Háza

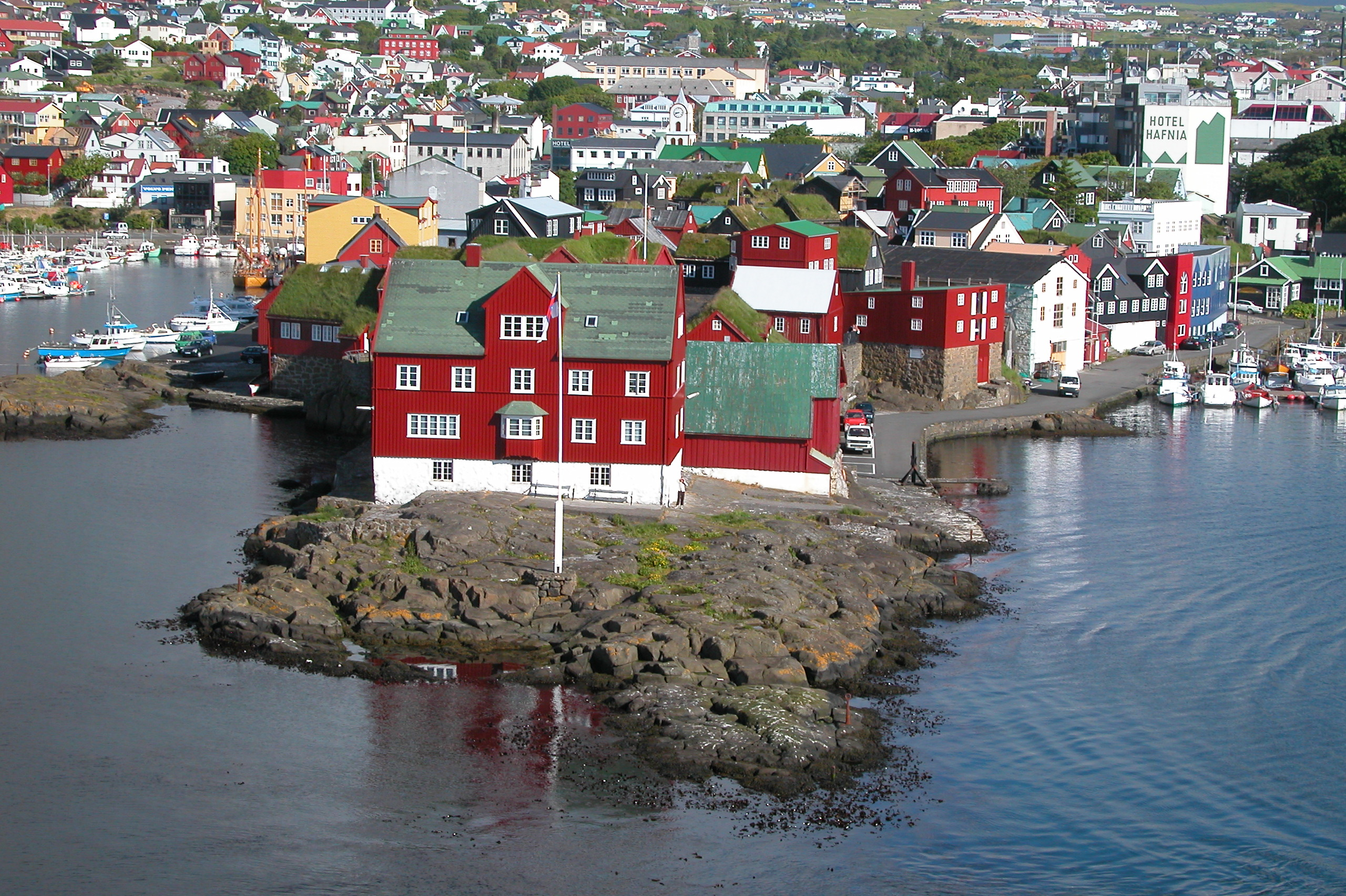
A Tinganes félsziget, a feröeri kormány székhelye

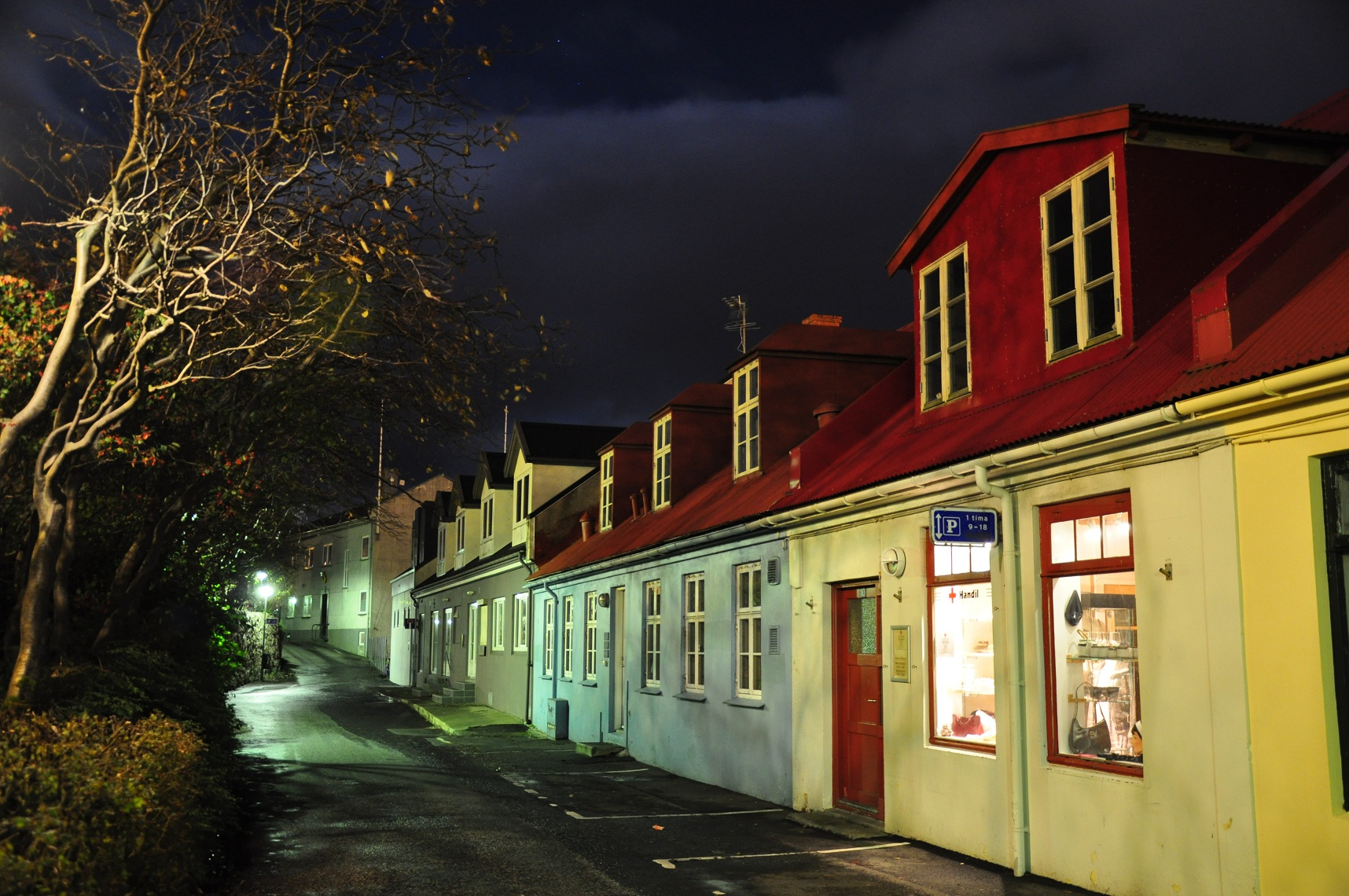
A Bryggjubakki utca éjjel

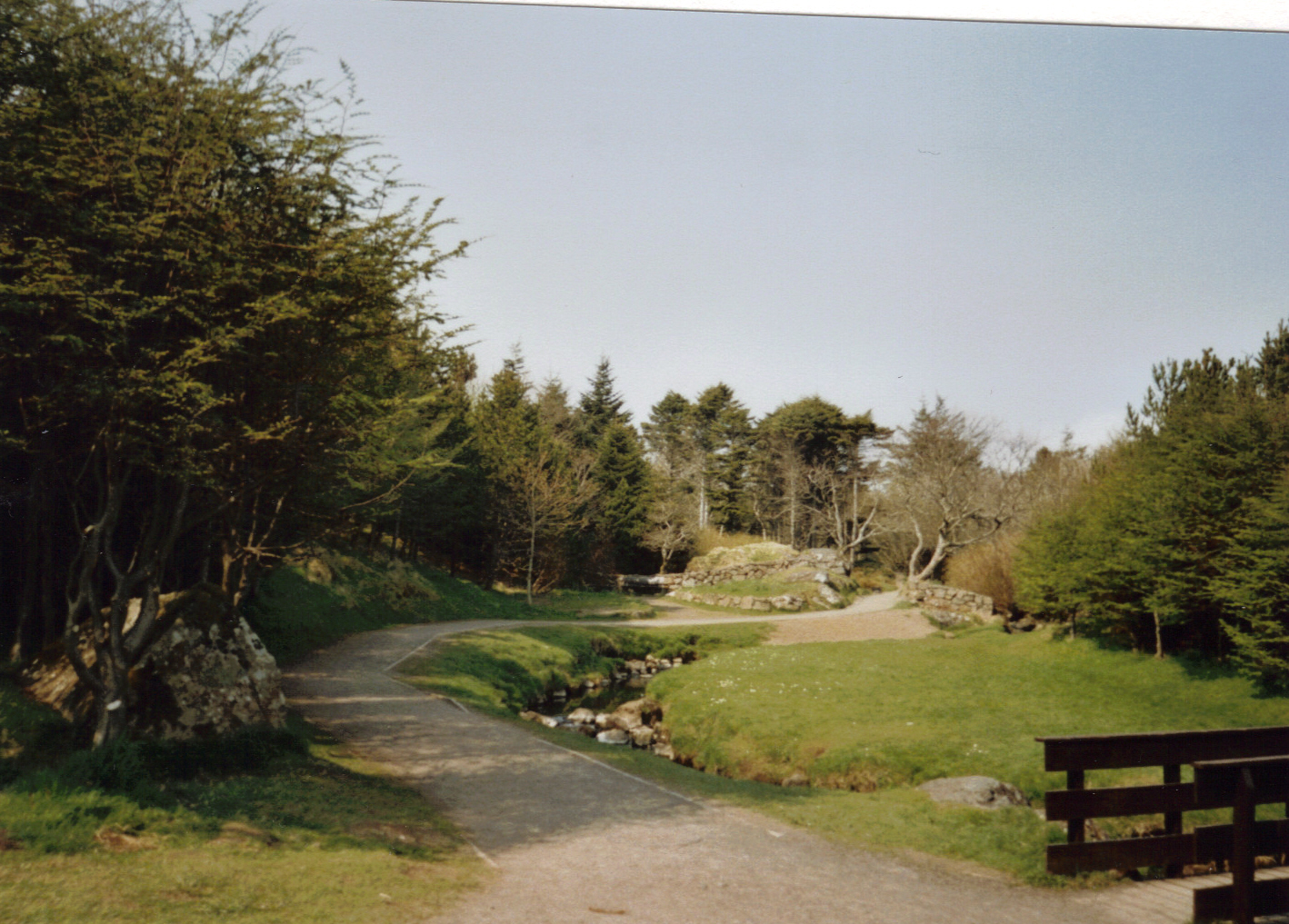
A Tórshavni városliget (Viðarlundin)

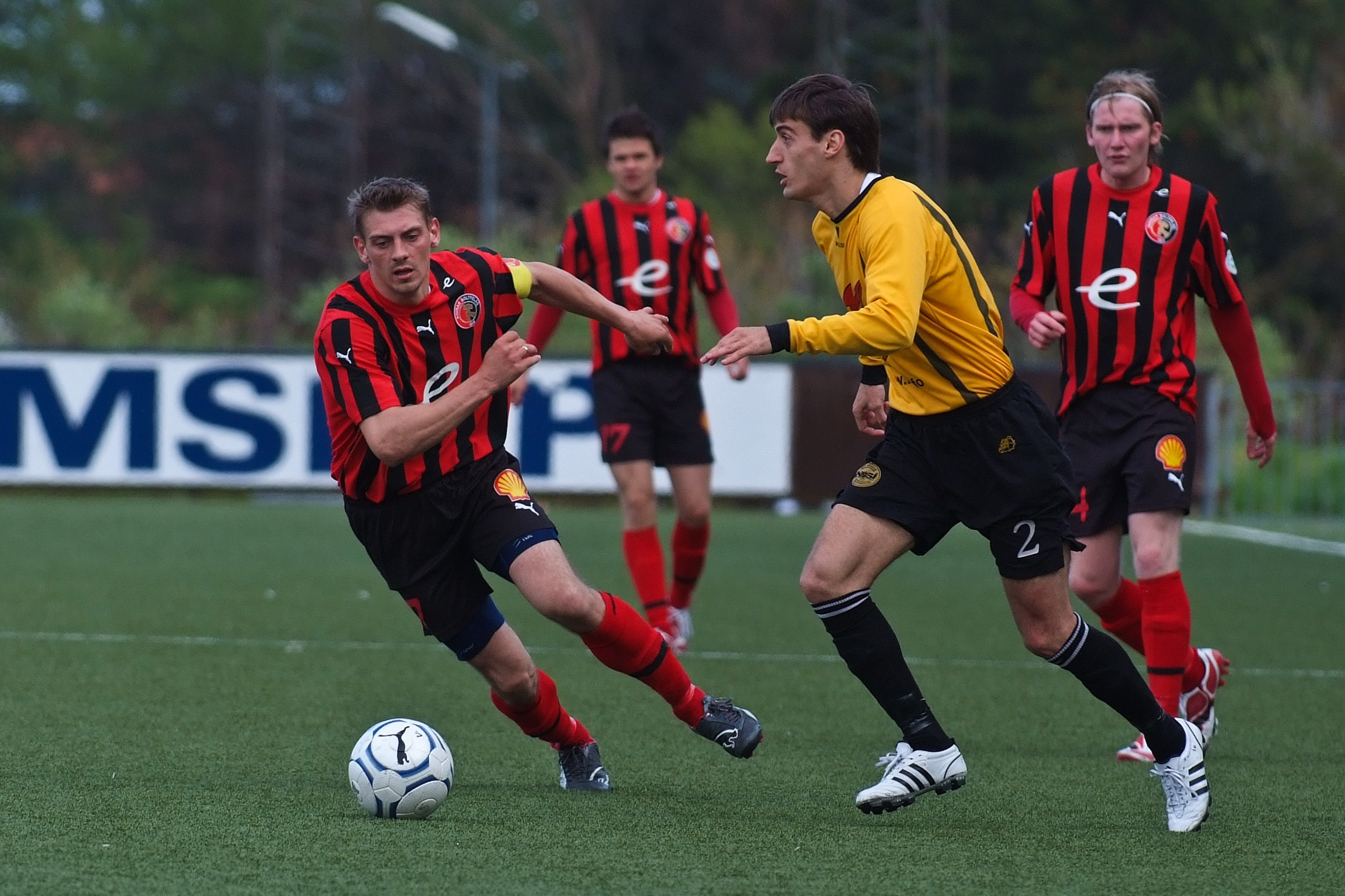
HB Tórshavn - NSÍ Runavík mérkőzés

A települést a 10. században alapították, első írásos említése 1075-ből származik (de a Feröeriek sagája is említi). A Tinganes félszigeten tartott ting (népgyűlés) története azonban valószínűleg 900 körülre nyúlik vissza. A Feröeriek sagája elbeszélése szerint 1000-ben történt meg a tingen a kereszténység felvétele, Sigmundur Brestisson térítő munkájának köszönhetően.
1271-ben norvég uralom alá került, akik kereskedelmi monopóliumot vezettek be. A város iskoláját – amely a kirkjubøuri papképzőt váltotta fel, és 1804-ig működött – 1547-ben említik először. 1580-ban Magnus Heinason a kalóztámadások elleni védekezésül megépíttette a Skansin nevű erődítményt. A nehéz Gabel-korszak alatt, 1673-ban tűzvész pusztította el Tinganes nagy részét, és értékes dokumentumok is a lángok martalékává váltak. 1768-ban Niels Ryberg dán kereskedő itt alapította meg kereskedőházát, amely távoli égtájak luxustermékeit forgalmazta. A kereskedő egyébként az Angliába irányuló csempészetből gazdagodott meg.
1788-ban épült a Tórshavni dóm, amelyet 1865-ben részben átépítettek. 1990 óta ez Feröer evangélikus püspökének székhelye. 1866. február 16-án alakult meg Tórshavn község (Tórshavnar kommuna), azóta Tórshavn hivatalosan Feröer fővárosa. 1909. január 1-jén megkapta a dán kereskedőváros rangot. 1927-ben épült ki a Tórshavni kikötő, a rakparttal együtt, azóta van valódi tengeri kikötője a városnak.
A II. világháború alatt, 1940-1945 között – Dánia német megszállását követően – időlegesen a britek helyezték védelmük alá. Az elmúlt évszázad folyamán a város jelentős növekedésen ment keresztül, és teljesen egybeépült a szomszédos Argirral és Hoyvíkkal.

## Népesség
| Lakosok száma | 600  | 554  | 5600 | 14 000 | 12 461 | 11 607 | 12 327 | 12 468 | 13 123 | 13 326 |
|               | 1788 | 1801 | 1950 | 1983   | 1986   | 1996   | 2001   | 2006   | 2018   | 2019   |

## Gazdaság
A város legjelentősebb kereskedelmi központja az SMS bevásárlóközpont, ahol számos bolt, bank és étterem található. A városban van ezen kívül több étterem, szálloda, mozi, idegenforgalmi iroda, szórakozóhely, sportcsarnok és uszoda.

## Közlekedés
Tórshavn Feröer legfontosabb kereskedelmi és kompkikötője, egyúttal nemzetközi csomópont. Ez a honos kikötője a Norröna nevű korszerű komphajónak, amely többek között Dánia és Izland felé teremt összeköttetést. Alkalmanként turistahajók is megfordulnak itt. A helyi kompközlekedést Nólsoy és Suðuroy felé a Strandfaraskip Landsins nevű társaság bonyolítja le. Hestur és Sandoy felé újabban a sziget nyugati partján fekvő Gamlarætt nevű kompkikötőből indulnak járatok, ami jelentősen lerövidítette az átkelést.
Lásd még: Tórshavni kikötő
Az Atlantic Airways helikopterjáratot tart fent, ami többek között a Vágari repülőtér, Klaksvík és Koltur szigete felé teremt kapcsolatot.
Tórshavnban, mivel viszonylag nagy területen terül el, öt helyi buszjárat közlekedik. Helyközi járatok is indulnak innen, például a Vágari repülőtérre a 2002-ben átadott alagúton keresztül.
A településen található egy Statoil és két Magn (korábban Shell) benzinkút.

## Kultúra
Itt található az Észak Háza, egy modern építészeti kialakítású kulturális központ, amely számos kulturális esemény színhelye.

## Turizmus
Tórshavn főbb nevezetességei:
- Ólavsøka: ez a szigetek legnagyobb népünnepélye, július 28-29-én. Ilyenkor van a legtöbb látogató a városban.
- Tinganes-félsziget: szűk utcáival és régi házaival a város legrégebbi része; fűtetős, vörösre festett kő- és faépületei nagyrészt az 1763-as tűzvész után épültek lakóépület vagy raktár céljaira. Ma itt található a feröeri kormány székhelye.[15]
- Skansin: 1580-ban épült erődítmény a kikötő keleti oldalán, jellegzetes világítótoronnyal. A II. világháború alatt a brit csapatok főhadiszállása volt, ennek emlékét két löveg őrzi.[3][15]
- Tórshavni dóm: 1788-ban épült, oltárképe 1647-ből származik. 1865-ben átépítették.[15]
- Vestaravág: a hangulatos régi kikötő, számos esemény színhelye[4]
- Listasavn Føroya: szépművészeti múzeum
- Tórshavni városháza: 1894-ben épült feröeri bazaltból. 1955-ig iskola működött benne. Az 1970-es évek közepén felújították, és irodákat alakítottak ki benne.[15]

A város szálláshelyei közé tartozik a négycsillagos Hotel Føroyar.

## Sport
Tórshavn labdarúgócsapatai az alapítás évével:
- HB Tórshavn (Havnar Bóltfelag, HB) 1904
- B36 Tórshavn (B36) – 1936
- FF Giza – 1968 (2009-ig Nólsoy csapata volt)[16]
- Argja Bóltfelag (AB) – 1973 (a csapat otthona a Tórshavn községhez tartozó Argir)
- FC Hoyvík – 1975

Tórshavn kézilabdacsapatai az alapítás évével:
- Hondbóltsfelagið Kyndil (Kyndil) – honlap 1956
- Hondbóltsfelagið Neistin (Neistin) – honlap 1978
- Hondbóltsfelagið Hoyvík (H71) – 1971 (a csapat otthona a Tórshavn községhez tartozó Hoyvík)

## Személyek
- Itt született és élt William Heinesen (1900-1991), író
- Itt született Teitur Lassen (1977), dalszerző, zenész, énekes
- Itt született Gunnar Nielsen (1986), labdarúgó